# Dio mio no/Era
Dio mio no/Era è l'undicesimo singolo da interprete di Lucio Battisti, pubblicato il 26 luglio 1971 per la casa discografica Dischi Ricordi.

## Descrizione
Il lato B del singolo, Era, era già stato pubblicato nel singolo Luisa Rossi/Era del 1967.
Nell'immagine di copertina del singolo, al centro, appare una miniatura della copertina dell'album Amore e non amore, realizzata dal fotografo Silvio Nobili.

## Accoglienza
Il singolo raggiunse il settimo posto della classifica italiana e fu il 38º più venduto del 1971
| Nº | Settimana         | Posizione |
| -- | ----------------- | --------- |
| 1  | 25 settembre 1971 | 10        |
| 2  | 9 ottobre 1971    | 7         |
| 3  | 16 ottobre 1971   | 8         |
| 4  | 23 ottobre 1971   | 6         |
| 5  | 30 ottobre 1971   | 8         |
| 6  | 6 novembre 1971   | 9         |
| 7  | 13 novembre 1971  | 8         |
| 8  | 20 novembre 1971  | 9         |

## Tracce
Tutti i brani sono di Battisti - Mogol.
1. Dio mio no – 7:31
2. Era – 2:57

### Dio mio no
In questa canzone il protagonista invita a cena una ragazza: già durante i preparativi e mentre cucina lui sta «tremando d'amore», tanto che è assalito dal dubbio («lei verrà o non verrà?»). Quando finalmente arriva, la guarda mentre «mangia di gusto la carne il caviale ed il resto»; finita la cena lei si alza, va in camera da letto e ne esce in pigiama. Le urla a fine testo fanno pensare che i due consumino un rapporto sessuale.
Secondo la spiegazione di Mogol, il protagonista è lo stereotipo dell'uomo "macho", che rimane sconvolto e spaesato dal fatto che non sia lui a prendere l'iniziativa e ad "agguantare" lei, ma viceversa:
(Mogol, 1999)
Nel concept album Amore e non amore, Dio mio no è inserita tra quelle che descrivono situazioni di non amore.
Il brano fu censurato dalla RAI, a causa della frase «la vedo in pigiama e lei si avvicina. Dio mio no! Cosa fai? Che cosa fai?» che conteneva dei significati erotici considerati inaccettabili.
Secondo Franz Di Cioccio, l'arrangiamento del brano fu influenzato dal gruppo Brian Auger & The Trinity.